# ウ・ドファン
ウ・ドファン（韓国語：우도환、1992年7月12日 - ）はキーイーストエンターテインメント所属の大韓民国の俳優である。

## 来歴
18歳のころから演劇の学校に通い演技について学んだ。2011年にドラマの端役としてデビューしたが、役名を与えられテレビに出たのが2016年の「ウチに住む男」なのでこの作品がデビュー作と書かれているページもある。
2020年6月24日に自身のInstagramで7月6日に軍隊に現役入隊することを発表した。軍隊では新兵教育隊長に任命され賞を受賞した。

## 出演

### ドラマ
- ウチに住むオトコ（2016年、KBS 2TV） - キム・ワンシク役
- 君を守りたい～SAVE ME～（2017年、OCN） - ソク・ドンチョル役[3]
- マッド・ドッグ（2017年、KBS 2TV） - キム・ミンジュン役[4]
- 偉大な誘惑者（2018年、MBC） - クォン・シヒョン役[5]
- 私の国（2019年、JTBC） - ナム・ソノ役[6]
- ザ・キング:永遠の君主（2020年、SBS） - チョ・ウンソプ役／チョ・ヨン役[7]
- ドラマワールド（2021年、Lifetime） - スンウ役
- 朝鮮弁護士（2023年、MBC） - カン・ハンス役[8]
- ブラッドハウンド（2023年、Netflix） - キム・ゴヌ役[9]
- Mr. プランクトン（2024年、Netflix） - ヘジョ／チェ・スンヒョク役

### 映画
- オペレーション・クロマイト（2016年）
- MASTER/マスター（2016年）
- ディヴァイン・フューリー/使者（2019年） - ジシン役[10][11]
- 鬼手（2019年）[12]
- マイ・ハート・パピー（2023年） - ミソンの夫役

### 広告
- スプライト with BLACKPINK（2018年）[13]
- 韓服振興センター（2019年）[14]

## イベント

### ファンミーティング
- 2018年「ウ・ドファン Japan 1st Fanmeeting 2018」[15]
- 2019年「2019 ウ・ドファン 1st FAN MEETING IN HONG KONG」[16]
- 2019年「2019 ウ・ドファン 1st FAN MEETING IN BANGKOK」

## 雑誌
- 「Esquire」香港版2018年7月号[17]
- 「HIGH CUT」2018年9月号[18]
- 「BAZAAR」2019年8月号[19]
- 「ELLE」2020年8月号[20]

## 賞とノミネート

### 受賞
- 2017年「KBS演技大賞 新人俳優賞」（『マッド・ドッグ』）[21]
- 2018年「MBC演技大賞 月火ドラマ優秀俳優賞」（『偉大な誘惑者』）
- 2021年「第40回黄金撮影賞映画祭 新人男優賞」（『ディヴァイン・フューリー／使者』）[22]

### ノミネート
- 2017年「第53回百想芸術大賞 映画部門新人俳優賞」（『MASTER/マスター』）
- 2017年「KBS演技大賞 ネチズン賞」（『マッド・ドッグ』）[23]
- 2017年「KBS演技大賞 ベストカップル賞with ファヨン」（『マッド・ドッグ』）
- 2018年「第54回百想芸術大賞 TV部門新人俳優賞」（『君を守りたい～SAVE ME～』）[24]
- 2018年「第54回百想芸術大賞 TV部門人気俳優賞」（『君を守りたい～SAVE ME～』）
- 2018年「第6回APANスターアワード 新人俳優賞」（『マッド・ドッグ』）
- 2018年「第2回ソウルドラマアワード 新人俳優賞」（『マッド・ドッグ』）
- 2020年「第25回春史映画芸術祭 新人俳優賞」（『ディヴァイン・フューリー／使者』）
- 2020年「第5回アジアアーティストアワード 人気俳優賞」
- 2020年「SBS演技大賞 優秀俳優賞」（『ザ・キング：永遠の君主』）
- 2021年「第7回APANスターアワード 助演俳優賞」（『ザ・キング：永遠の君主』）
- 2021年「第41回青龍映画賞 新人俳優賞」（『鬼手』）